# Редакційна стаття

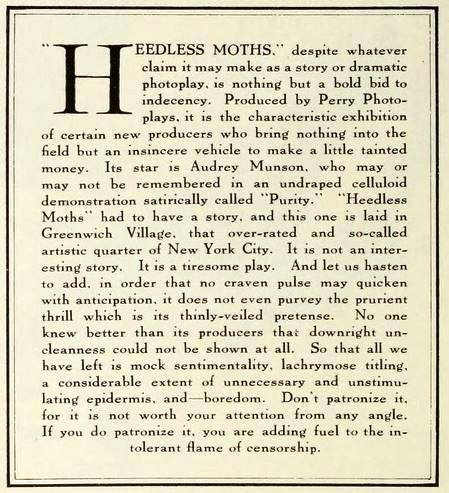
Редакційна стаття з видання Photoplay 1921 року, в якій читачам рекомендують не дивитись стрічку Безтурботні метелики, у якому присутні сцени ню.

Редакційна стаття або едиторіал (англ. editorial) — точка зору, висвітлена старшим редакторським складом або видавцем газети, журналу чи будь-якого періодичного видання. Редакційна стаття може мати на меті відображення думки такого видання. Австралійські та значні газети Сполучених Штатів, як-от Нью-Йорк Таймс чи The Boston Globe, часто класифікують редакційні статті під рубрикою «особистий погляд».
Редакційні статті зазвичай публікують як передові, без авторського підпису. У виданнях, де передовиць нема (зокрема, в електронних версіях) їх підписують «Редакція», «Редакційна стаття» чи «Назва видання».
Ілюстровані передові статті можуть з'являтись у вигляді редакторських малюнків.
Зазвичай, редакційна рада видання оцінює, щодо яких саме проблем читачеві важливо знати думку редакції.
Загалом, редакційні статті публікують на окремій сторінці під назвою редакторська сторінка, на якій часто є листи редактору від публіки.
У галузі модного видавництва термін було адаптовано для позначення фото-едиторіалів — статей, часто з великими світлинами певної тематики: дизайнера, моделі та ін., із супровідним текстом або без.